# Michael Carabello
Michael Carabello (también conocido como Mike Carabello, San Francisco, 18 de noviembre de 1947) es un compositor y percusionista estadounidense de ascendencia puertorriqueña. Fue uno de los tres percusionistas del grupo de rock latino Santana, junto con Michael Shrieve y José Areas entre 1968 y 1971, durante la grabación de sus tres primeros álbumes, Santana, Abraxas y Santana III.
En 1975, junto con José "Chepito" Areas y el exmánager de Sly & the Family Stone, Charles "Buddah" García, Michael Carabello formó la banda Cobra, que también incluía a Gregory Popeye Aleander, Gregg Watt, Freddie Anchetta, Al Redwine, Al Moody , Fernando Aaragon y la cantante Georgia. En 1998, Carabello fue incluido en el Salón de la Fama del Rock and Roll como miembro de la formación clásica de Santana.
Carabello se casó con Linda Houston en la Capilla de Presidio la noche del sábado 18 de septiembre de 2010. Carabello y Houston fueron compañeros de clase en Mission High. El músico actualmente reside en Connecticut.